# Morab
Le Morab est une race de chevaux de selle issue de croisements entre le Morgan et l'Arabe, provenant des États-Unis. La race trouve son origine dès le milieu du XIXe siècle, avec la naissance en 1855 d'un étalon, Golddust. William Randolph Hearst élève de nombreux sujets réputés dans les années 1930 et 1940, et baptise la race. Son stud-book n'ouvre toutefois qu'en 1973, sous l'impulsion d'Ilene Doyle. Bien que relativement populaire, le Morab est inconnu hors de son pays d'origine.

## Histoire
Le croisement entre Morgan et Arabe remonte vraisemblablement au XIXe siècle. L'objectif est de combiner les qualités naturelles de ces deux races. Dès 1857, D. C. Linsley, historien de la race Morgan, suggère d’améliorer cette dernière race par des croisements avec des chevaux de course, notamment Arabes, dans une proportion allant d'1/8 à 1/4. L'un des premiers Morab est ainsi l'étalon Golddust, né en 1855 et ancêtre d'une centaine de Morab actuels, dont la mère était au moins à moitié Arabe,. En 1948, l′American Morgan Horse Association interdit les croisements. 
William Randolph Hearst est connu pour avoir élevé ce type de chevaux, via un programme d'élevage de chevaux arabes ambitieux, à partir des années 1920. Il sélectionne des étalons du Crabbet Arabian Stud et de l'élevage d'Homer Davenport durant les deux décennies suivantes, qu'il croise avec ses juments Morgan. Il est crédité de l'invention du mot-valise « Morab », par combinaison du nom des deux races parentes. 25 chevaux de la race actuelle trouvent leur origine dans le programme d'élevage de Hearst. Le SMS Ranch, au Texas, est également connu pour avoir lancé un programme d'élevage de Morab.
L'éleveuse Martha Doyle donne à l'élevage du Morab une orientation vers le cheval d'exhibition. Sa fille Ilene poursuit son travail de sélection et ouvre un stud-book en 1973. La question de savoir si le Morab constitue une race à part entière a souvent été débattue : les sujets du début du XXIe siècle sont en moyenne de sixième génération par rapport aux premiers croisements, et l'association de race affirme que les qualités restent stables.

## Description
Selon CAB International, il mesure de 1,44 m à 1,57 m. Le modèle est compact, la tête fine, au profil légèrement concave, est dotée d'un large front, de grands yeux et de petites oreilles mobiles,. L'encolure est longue et arquée,. Le poitrail est large, les épaules inclinées, le garrot bien sorti, le dos court, la croupe plutôt horizontale et bien musclée. Les membres sont forts et longs, la queue est attachée haut. Soyeux et fournis, les crins sont souvent ondulés.
Toutes les couleurs de robe simples sont autorisées, avec ou sans marques blanches. Ce cheval est réputé intelligent et de nature calme, vigoureux et de bonne longévité. Ses pieds sont particulièrement solides, et nécessitent peu de soins.

## Utilisation
Il est employé comme cheval de selle, comme cheval d'exhibition, et à l'attelage. Populaire comme cheval de loisir familial, il est monté aussi bien à l'anglaise qu'en équitation western,.

## Diffusion de l'élevage
C'est une race américaine, qui n'est pas diffusée hors de son pays d'origine. Pourtant, l'ouvrage Equine Science (4e édition de 2012) le classe parmi les races de chevaux de selle connues au niveau international.